# 松岡美保
松岡 美保（まつおか みほ、女性、1953年7月11日 - ）は、元バスケットボール選手である。大阪府出身。
1970年代を代表するシューターとして知られ、日本代表としても1976年モントリオールオリンピック、1979年世界選手権に出場した。

## 来歴
薫英高等学校からユニチカに入社し、主力として優勝に貢献。1977シーズンはリーグMVPも受賞する。
また、全日本にも選ばれ、モントリオールオリンピックにも出場した。
1979年世界選手権にも出場。

## 日本代表歴
- 1976モントリオール五輪
- 1979女子世界選手権